# Churamiti maridadi
Churamiti maridadi – gatunek afrykańskiego płaza z rodziny ropuchowatych (Bufonidae); jedyny przedstawiciel rodzaju Churamiti.

## Systematyka
Poniższy kladogram za Van Bocxlaer et al. ukazuje najbardziej spokrewnione z Churamiti rodzaje:
|  | \| \| Churamiti maridadi \| \| \| \| \| \| Nectophrynoides \| \| \| \| |
|  |                                                                        |
|  | Schismaderma carens                                                    |
|  |                                                                        |
|  | Churamiti maridadi                                                     |
|  |                                                                        |
|  | Nectophrynoides                                                        |
|  |                                                                        |

## Występowanie
Jest to tanzański endemit. Można go spotkać jedynie w górach Ukaguru w dystrykcie Kilosa we wschodniej części kraju. Miejsce typowe znajduje się na wysokości 1840 metrów nad poziomem morza.
Jak podaje IUCN, gatunek zasiedla tropikalny wilgotny las górski. Jedyne znane okazy odnaleziono w wilgotnych dolinach, nie napotkano tych płazów w sąsiednich suchszych rejonach lasu. Gatunek prowadzi nadrzewny tryb życia.

## Rozmnażanie
Nieliczne napotkane osobniki nosiły na swym grzbiecie zasobne w barwnik jaja, co oznacza, że w przeciwieństwie do większości spokrewnionych gatunków płaz ten nie składa jaj do wody, pozostawiając je własnemu losowi, lecz chroni je na swym grzbiecie. Niektórzy sugerują, że u gatunku zachodzi rozwój prosty.

## Status
Gatunek znany jest z zaledwie czterech okazów, ale sądzi się, że jego populacja się zmniejsza ze względu na utratę siedlisk.
Gatunek jest krytycznie zagrożony wyginięciem, do czego przyczynia się głównie działalność ludzka: rozwój rolnictwa i osadnictwa na terenach leżących w obrębie jego zasięgu występowania.
Płaz występuje na terenie rezerwatu leśnego Mamiwa-Kisara, jednak jest to ochrona bardzo słaba.